# Hoplopholcus minotaurinus
Hoplopholcus minotaurinus là một loài nhện trong họ Pholcidae. Loài này được phát hiện ở Kreta.